# Renault Twingo III
La Renault Twingo III est un modèle de petite citadine du constructeur automobile français Renault produit de 2014 à 2024. Elle remplace la deuxième génération de Twingo, commercialisée de 2007 à 2014, qui est la mini citadine la plus vendue en France. Elle est uniquement disponible en 5-portes (alors que les deux générations précédentes n'étaient que des 3-portes) et motorisée par des blocs essence. Elle est basée sur la même plateforme technique que les Smart Forfour II et Fortwo III.
En 2015, elle est la voiture la plus vendue de sa catégorie en France, avec plus de 45 000 exemplaires. En 2020, elle est lancée en version électrique.
Le 26 janvier 2021, Renault annonce que la Twingo III sera peut-être la dernière génération de Twingo. Mais le 15 novembre 2023, lors d'une conférence de presse liée à Ampère, la nouvelle entité du groupe consacrée aux véhicules électriques, Renault présente le prototype d'une nouvelle Twingo qui sortira en 2026 : la Twingo Legend.

## Présentation

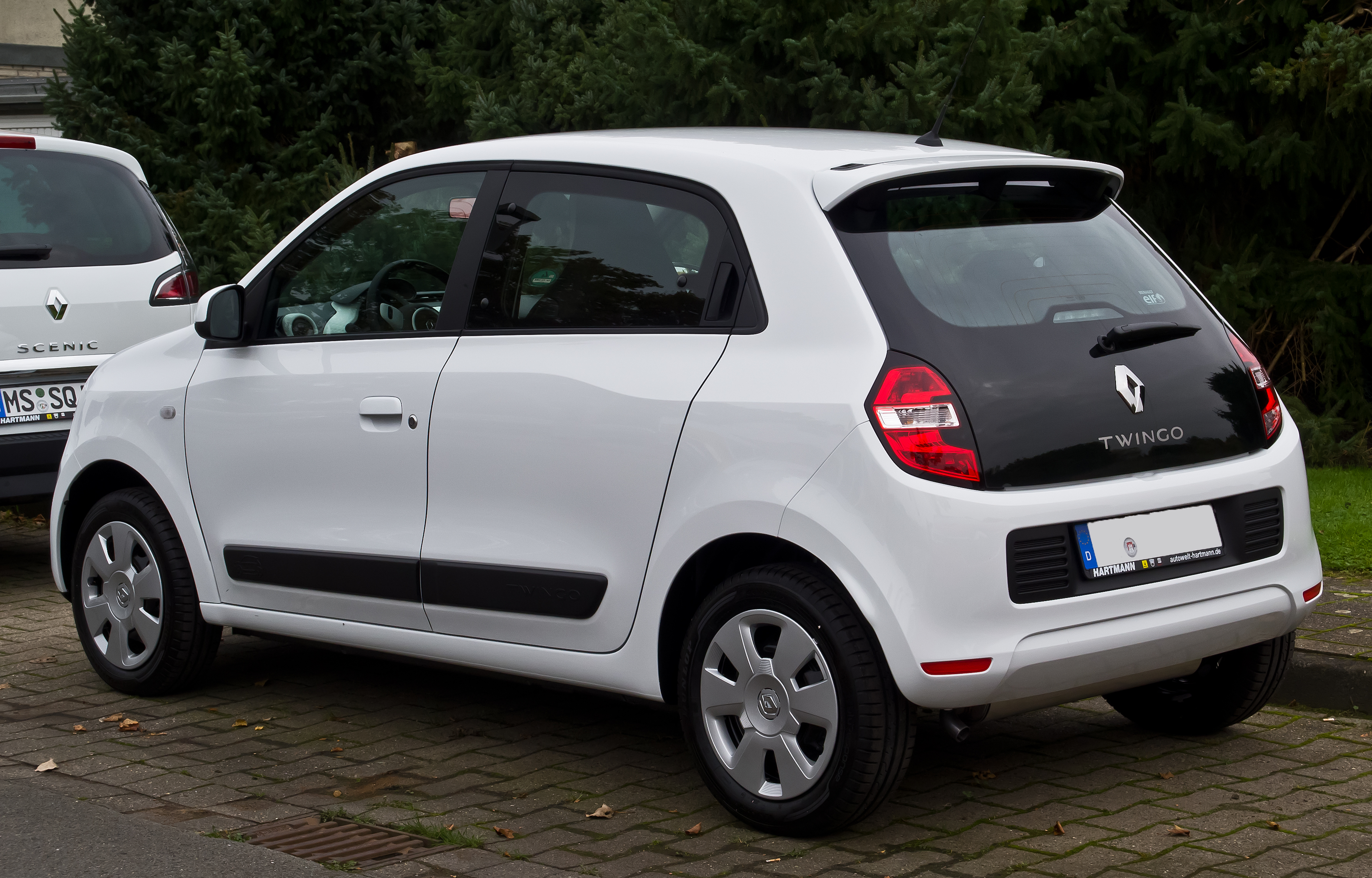
Twingo III phase 1.

Un site internet sur lequel on retrouve un compte à rebours et le slogan « Le 13 février à 17 h rendez-vous pour mettre à nu Nouvelle Renault Twingo et effeuiller son camouflage », c'est la technique choisie par Renault pour dévoiler la Twingo III, dans quatre langues (français, anglais, allemand et italien). Renault invente ainsi le « strip-tweet », une méthode qui consiste à impliquer les internautes (via Twitter en utilisant le tag #UndressNewTwingo) pour effeuiller la voiture et ainsi la découvrir sur les réseaux sociaux.
Connue sous le code interne X07 — projet Edison lors de sa genèse —, elle est le premier modèle issu des accords signés entre le groupe français Renault et le groupe allemand Daimler (Mercedes et Smart) en avril 2010. La Renault Twingo III partage ainsi sa plateforme technique avec la Smart Fortwo III et la Smart Forfour II, afin de limiter les coûts de développement et d'industrialisation.
Elle est présentée le 13 février 2014 et exposé au public le 4 mars au salon de l'automobile de Genève, puis commercialisé à partir du 1er septembre 2014.

### Phase 2
Le 22 janvier 2019, Renault dévoile les premières photographies officielles de la Twingo III restylée qui fait ensuite sa première exposition publique au Salon international de l'automobile de Genève 2019.
En mai 2022, les tarifs augmentent de 150 €, portant le premier prix en France à 15 750 €. Les prix de la version électrique augmentent quant à eux de 500 €, et le premier prix atteint 23 650 €.

### Design
La Twingo de troisième génération est dessinée par Csaba Wittinger et Raphaël Linari,, sous la responsabilité de Laurens van den Acker (directeur du design Renault) et affiche une certaine ressemblance avec la Renault 5 Turbo, avec ses phares carrés, les contours de son hayon entièrement vitré et ses ailes rebondies. La ressemblance du véhicule avec l'une de ses principales concurrentes, la Fiat 500, est toutefois pointée du doigt,,,,.

Renault lance une série spéciale « Edition One » de sa nouvelle Twingo lors de sa commercialisation en septembre 2014. Cette version à l'équipement haut de gamme est limitée à seulement 500 exemplaires.

## Caractéristiques techniques
La Twingo III, comme ses sœurs jumelles Smart, est une propulsion (roues arrière motrices) et le moteur 3-cylindres turbo TCe 900 cm3 de 90 ch (que l'on retrouve sur les Renault Clio IV et Renault Captur) d'origine Renault ou 3-cylindres atmosphérique SCe de 71 ch et 999 cm3 d'origine Smart est implanté à l'arrière, une architecture adoptée chez Renault en 1946 pour la 4CV et abandonnée dans les années 1970 à l'arrêt de la R10. À la différence de ces modèles anciens — qui n'avaient pas de coffre arrière —, le moteur de la Twingo III est placé sous le plancher du coffre, libérant ainsi un peu de place à l'arrière ; l'espace sous le capot avant n'est cependant pas disponible. La distribution est assurée par une chaîne sans entretien. Aucune motorisation diesel n'équipera la Twingo III, le coût d'un système de dépollution (norme Euro VI) sur une citadine étant trop important. Renault a annoncé au salon de l'automobile de Genève 2014 qu'il n'y aura pas non plus de version électrique de la nouvelle Twingo, seule Smart équipant sa Forfour d'un moteur électrique. Cependant, dès 2020, une version électrique est produite.

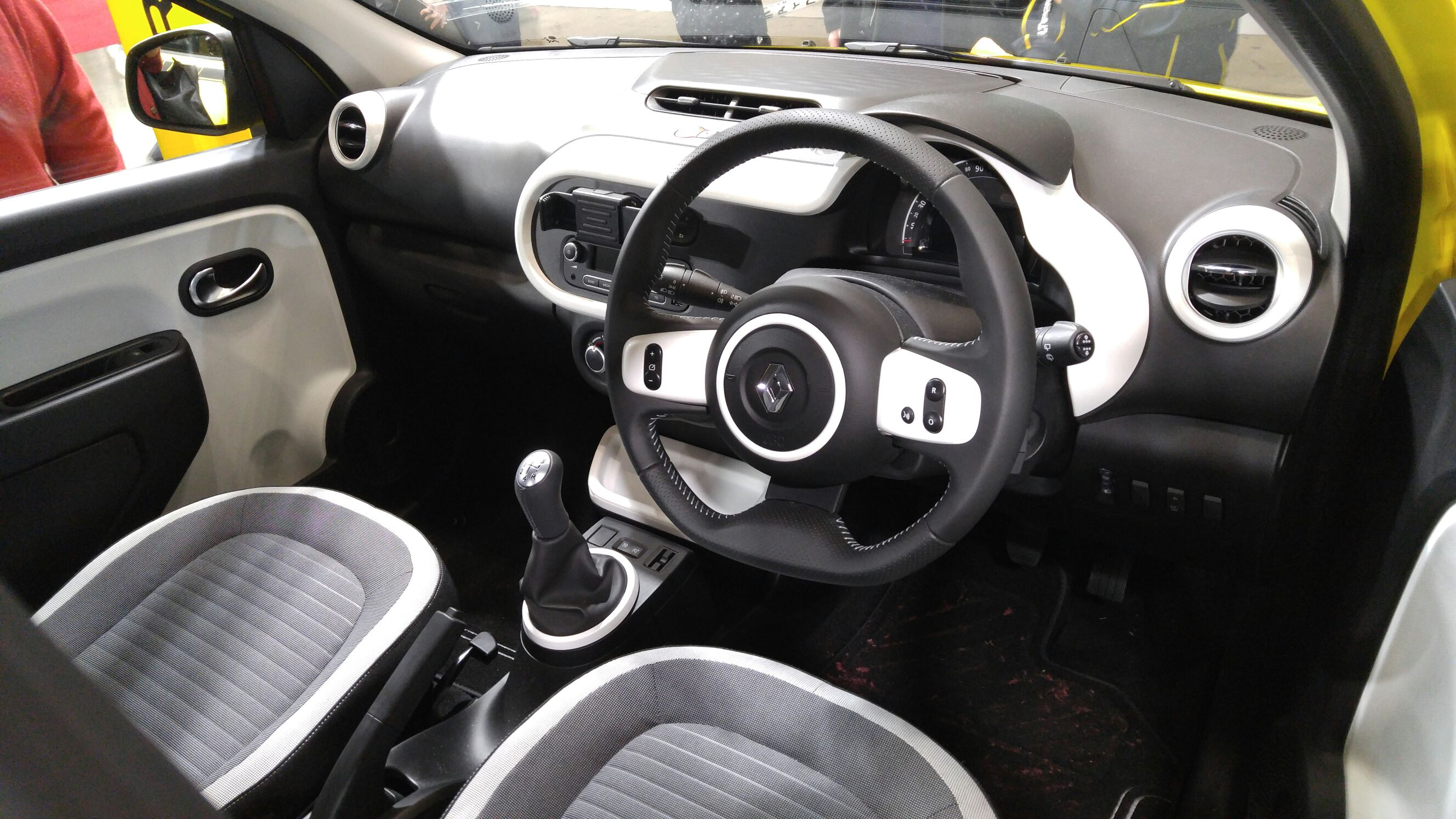
Renault Twingo III phase 1 (intérieur).

La Twingo III est une 5-portes alors que les deux précédentes générations étaient des 3-portes. Les vitres arrière sont entrebâillables de 5 cm par compas, et les poignées de portes arrière sont dissimulées dans le montant de porte comme sur la Clio IV. Le moteur implanté à l'arrière sous le plancher du coffre n'est que faiblement accessible ; le petit capot glisse d'une dizaine de centimètres vers l'avant pour vérifier et éventuellement refaire les niveaux (liquide de frein, de refroidissement, lave-glace et batterie). La banquette arrière coulissante emblématique des Twingo I et II disparait sur le troisième opus à cause du moteur arrière. Celui-ci est incliné de 49° en amont des roues, s’appuie sur un train arrière de type De Dion, et libère le train avant, lui permettant un angle de braquage des roues de 45° (contre 30° en moyenne sur le segment des citadines), ce qui lui donne un diamètre de braquage de 8,69 m entre trottoirs, soit 1,40 m de moins que la Twingo II. Bien qu'elle soit une propulsion à moteur arrière, elle se comporte sur la route comme une traction, l'ESP aidant à contrecarrer le phénomène de survirage caractéristique d'une propulsion à moteur arrière.
Son architecture présente une répartition des masses de 45 % sur l’avant et 55 % sur l’arrière. L’équilibre de la voiture est réglé par une unique barre antiroulis de 22 mm à l'avant quelle que soit la version considérée, ce qui lui assure une bonne tenue de route.
Deux solutions de connectivité sont proposées : un kit R&GO sur les versions d'entrée de gamme comprenant une application smartphone et un dispositif de connexion à l'autoradio, ou le système Renault R-Link, déjà connu sur la Clio.
En 2016, Renault présente la Twingo GT, d'une puissance de 110 ch.

## Phase 1

### Motorisations
|                            | 1.0 SCe             | 1.0 SCe             | 1.0 SCe             | 0.9 TCe             | 0.9 TCe             | 0.9 TCe             |
| Moteur                     | 3-cylindres essence | 3-cylindres essence | 3-cylindres essence | 3-cylindres essence | 3-cylindres essence | 3-cylindres essence |
| Admission                  | Atmosphérique       | Atmosphérique       | Atmosphérique       | Turbocompressé      | Turbocompressé      | Turbocompressé      |
| Cylindrée (cm3)            | 998                 | 998                 | 998                 | 898                 | 898                 | 898                 |
| Alésage (mm) / course (mm) |                     |                     |                     |                     |                     |                     |
| Puissance maximale (ch)    | 70                  | 70                  | 70                  | 90                  | 90                  | 110                 |
| au régime de (tr/min)      | 6 000               | 6 000               | 6 000               | 5 250               | 5 250               | 5 750               |
| Couple maximal (N m)       | 91                  | 91                  | 91                  | 135                 | 135                 | 170                 |
| au régime de (tr/min)      | 2 850               | 2 850               | 2 850               | 2 500               | 2 500               | 2 000               |
| Boîte de vitesses          | BVM5                | BVM5 Start & Stop   | EDC6 Start & Stop   | BVM5                | EDC6                | BVM5                |
| Vitesse maximale (km/h)    | 151                 | 151                 | 155                 | 165                 | 165                 | 182                 |
| 0-100 km/h (s)             | 14,5                | 14,5                | 14,5                | 10,8                | 10,8                | 9,6                 |
| Consommation (L/100 km)    | 4 à 5               | 4,2                 | 3,9 à 4,5           | 3,9 à 4,3           | 4,1 à 4,8           | 4,5                 |
| Émissions de CO2 (g/km)    | 105 à 112           | 95 à 112            | 102                 | 99                  | 108                 | 115                 |

Le réservoir a une capacité de 35 litres.

### Évolution
Une boite robotisée à double embrayage (EDC) est prévue environ un an après sa commercialisation : pour la version 90 ch en 2015 et pour la 70 ch fin 2016 début 2017.

### Finitions

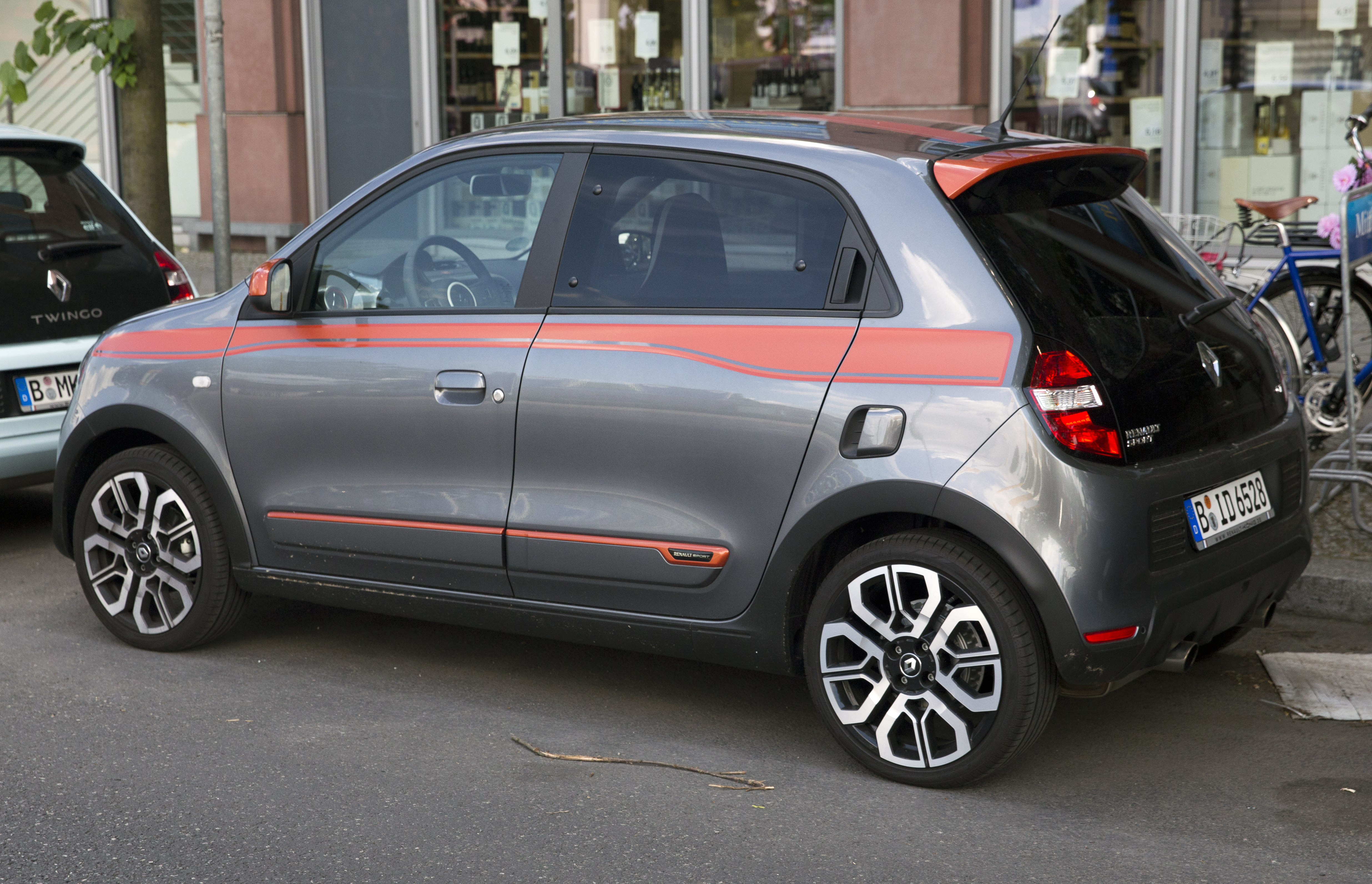
Renault Twingo III phase 1 GT.

Finitions disponibles[Où ?][Quand ?] :
- Life ;
- Limited ;
- Zen ;
- Intens ;
- GT (version sportive 110 ch).

#### Éditions limitées
- Edition One (2014-2015)[18].
- Cosmic (2015) : apparition de la boite à double embrayage EDC sur la motorisation 0.9 TCe 90[26].
- Hipanema (2016)[27].
- Midnight (2017)[28].
- La Parisienne (2017-2018)[29].
- Red Night[30] (2018-2019) :

- - radar de recul ;
  - baguettes chromées avec le badge Red Night ;
  - bandes latérales rouges ;
  - capteurs de pluie (essuie-glaces automatiques) et de luminosité (phares automatiques) ;
  - climatisation automatique ;
  - antibrouillards avec fonction cornering ;
  - jantes de 16 pouces diamantées noires avec un cabochon central cerclé de rouge ;
  - sièges cuir/tissu spécifiques avec liseré rouge ;
  - seuils de portes badgés Red Night.

## Phase 2
La phase 2 perd ses feux diurnes circulaires placés sur son bouclier avant, entre les phares. Les signatures lumineuses trouvent dorénavant leur place dans les phares avec une signature en forme de « C », tandis que des antibrouillards apparaissent dans le bas du bouclier au niveau de la prise d'air frontale. À l'arrière, une prise d'air apparaît sur les ailes pour alimentation d'air du moteur, à l'image de la version GT 110 ch qui disparaît cependant du catalogue.
Le passage à la norme Euro 6d full en 2021 met fin aux moteurs SCe 75 ch et TCe 95 ch. Il ne restera que le moteur SCe 65 ch en thermique jusqu'à la fin de production.

Renault Twingo III phase 2
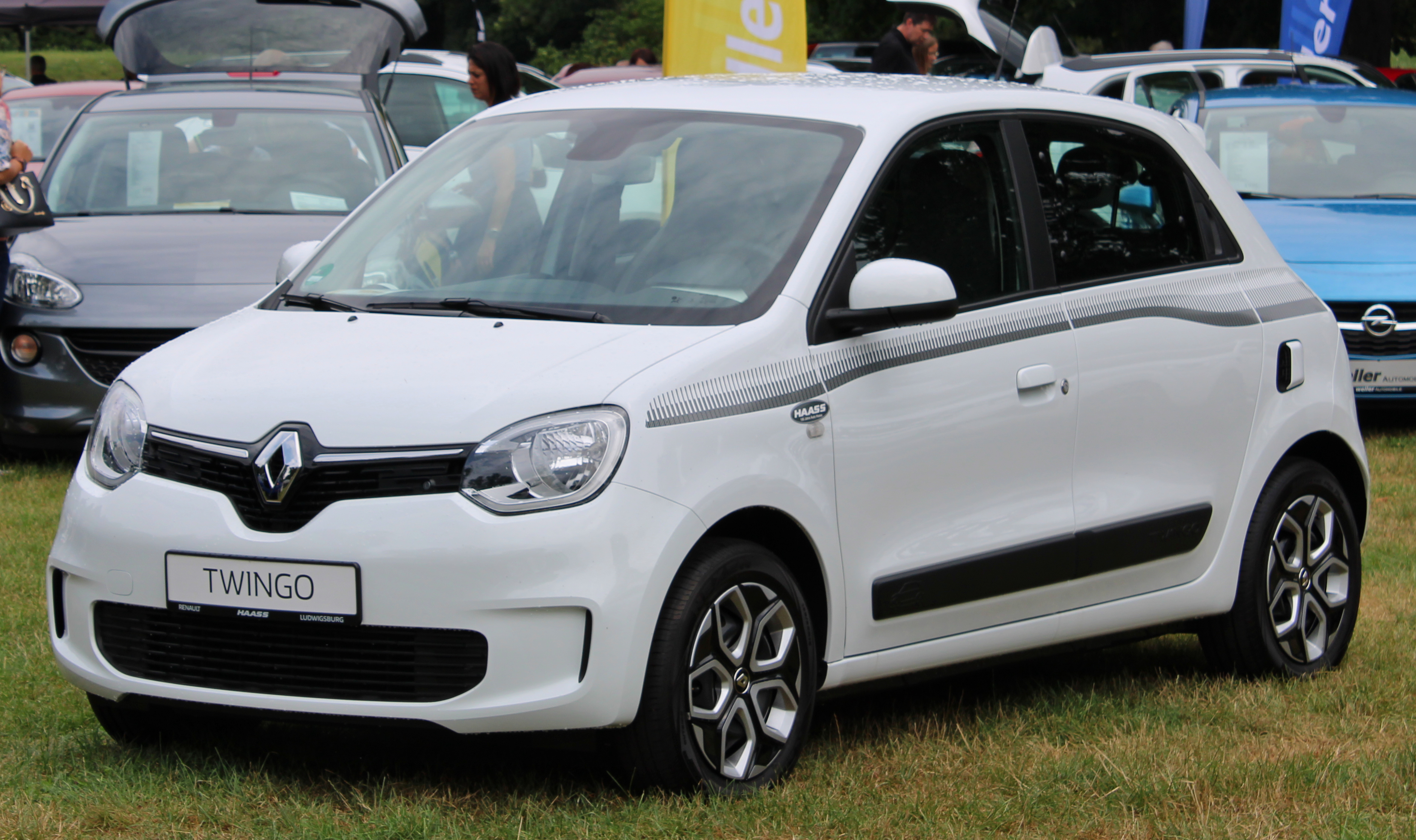
Vue de l'avant.
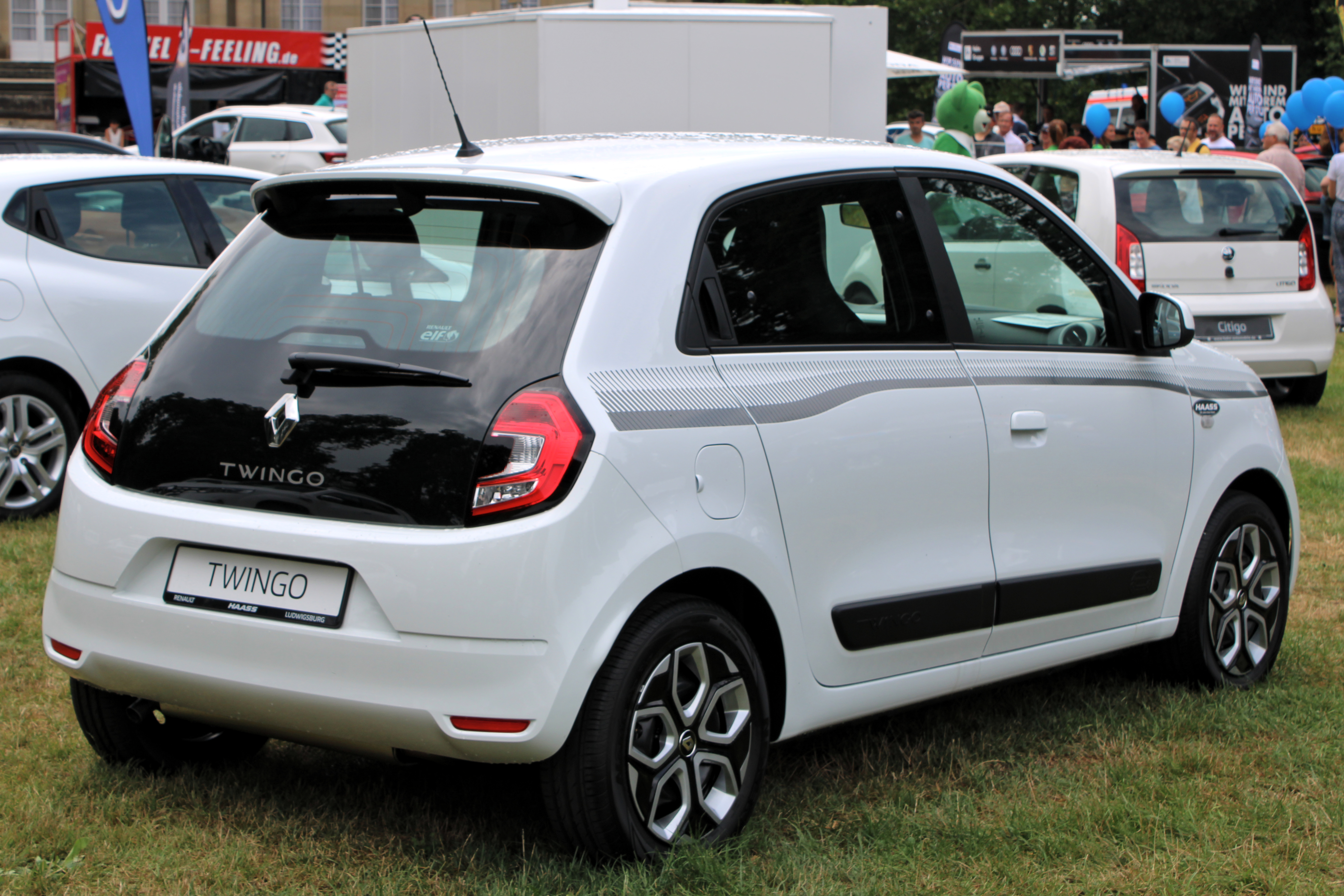
Vue de l'arrière.

### Motorisations
|                                                   | 1.0 SCe 65          | 1.0 SCe 75          | 0.9 TCe 95          | 0.9 TCe 95          |
| Moteur                                            | 3-cylindres essence | 3-cylindres essence | 3-cylindres essence | 3-cylindres essence |
| Admission                                         | Atmosphérique       | Atmosphérique       | Turbocompressé      | Turbocompressé      |
| Cylindrée (cm3)                                   | 998                 | 998                 | 898                 | 898                 |
| Alésage (mm) / course (mm)                        | 71 × 84,01          | 71 × 84,01          | 72,2 × 73,115       | 72,2 × 73,115       |
| Puissance maximale ch (kW)                        | 65 (48)             | 73 (54)             | 93 (68)             | 93 (68)             |
| au régime de (tr/min)                             | 6 250               | 6 250               | 5 500               | 5 500               |
| Couple maximal (N m)                              | 95                  | 95                  | 134,7               | 134,7               |
| au régime de (tr/min)                             | 4 000               | 4 000               | 2 500               | 2 500               |
| Boîte de vitesses                                 | BVM5                | BVM5                | BVM5                | EDC6                |
| Vitesse maximale (km/h)                           | 158                 | 163                 | 165                 | 165                 |
| 0-100 km/h (s)                                    |                     |                     |                     | 11,1                |
| Consommation (L/100 km) urbain/extra-urbain/mixte | 5,0/4,0/4,4         | 5,3/3,8/4,4         | 6,0/4,0/4,7         | 6,6/4,2/4,1         |
| Émissions de CO2 (g/km)                           | 100                 | 100                 | 108                 | 116                 |
| Masse à vide (kg)                                 | 981                 | 981                 | 1 015               | 1 043               |
| Norme environnementale                            | Euro 6d             | Euro 6d             | Euro 6d             | Euro 6d             |

#### Twingo électrique

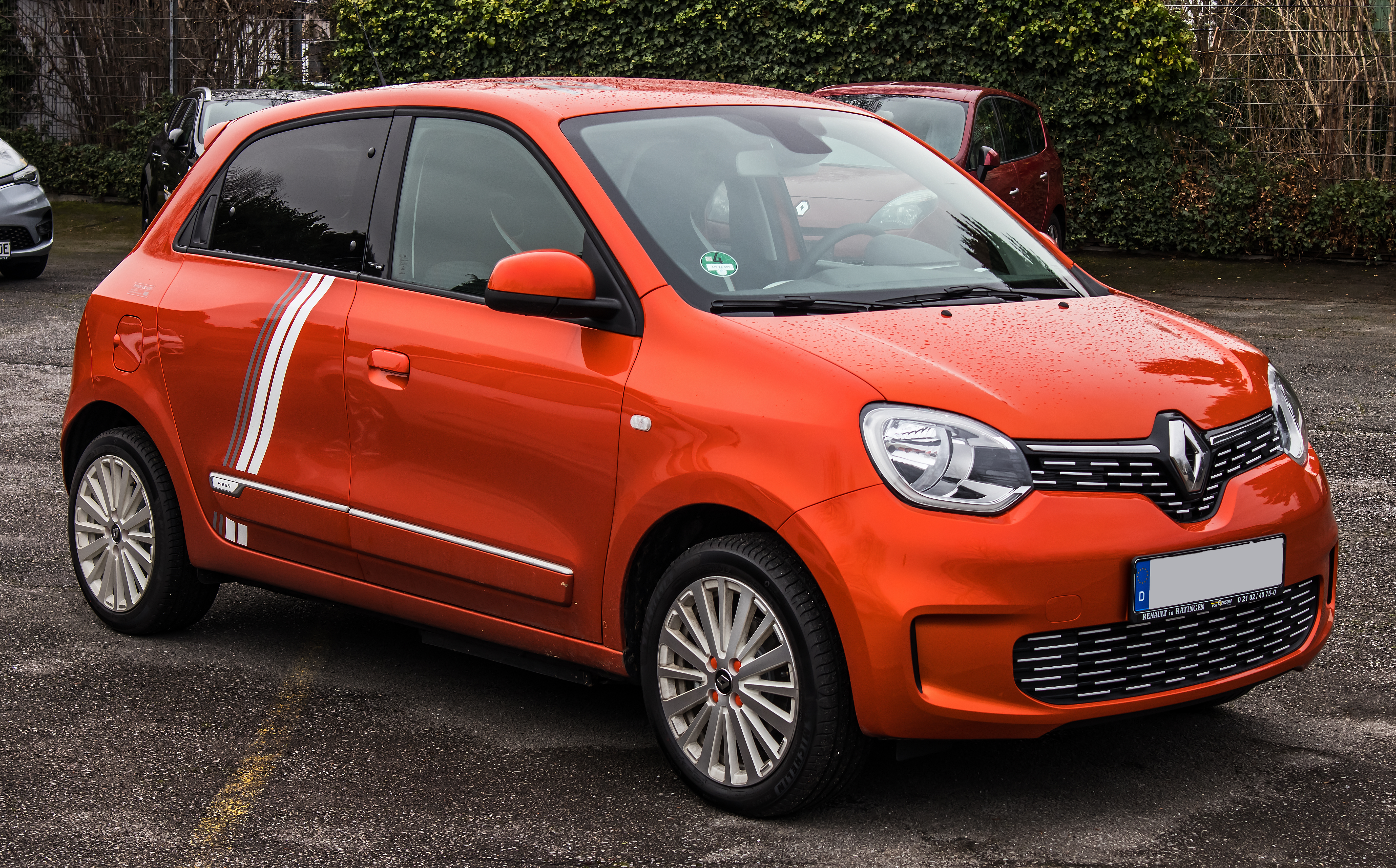
Renault Twingo III ZE Vibes - face avant.

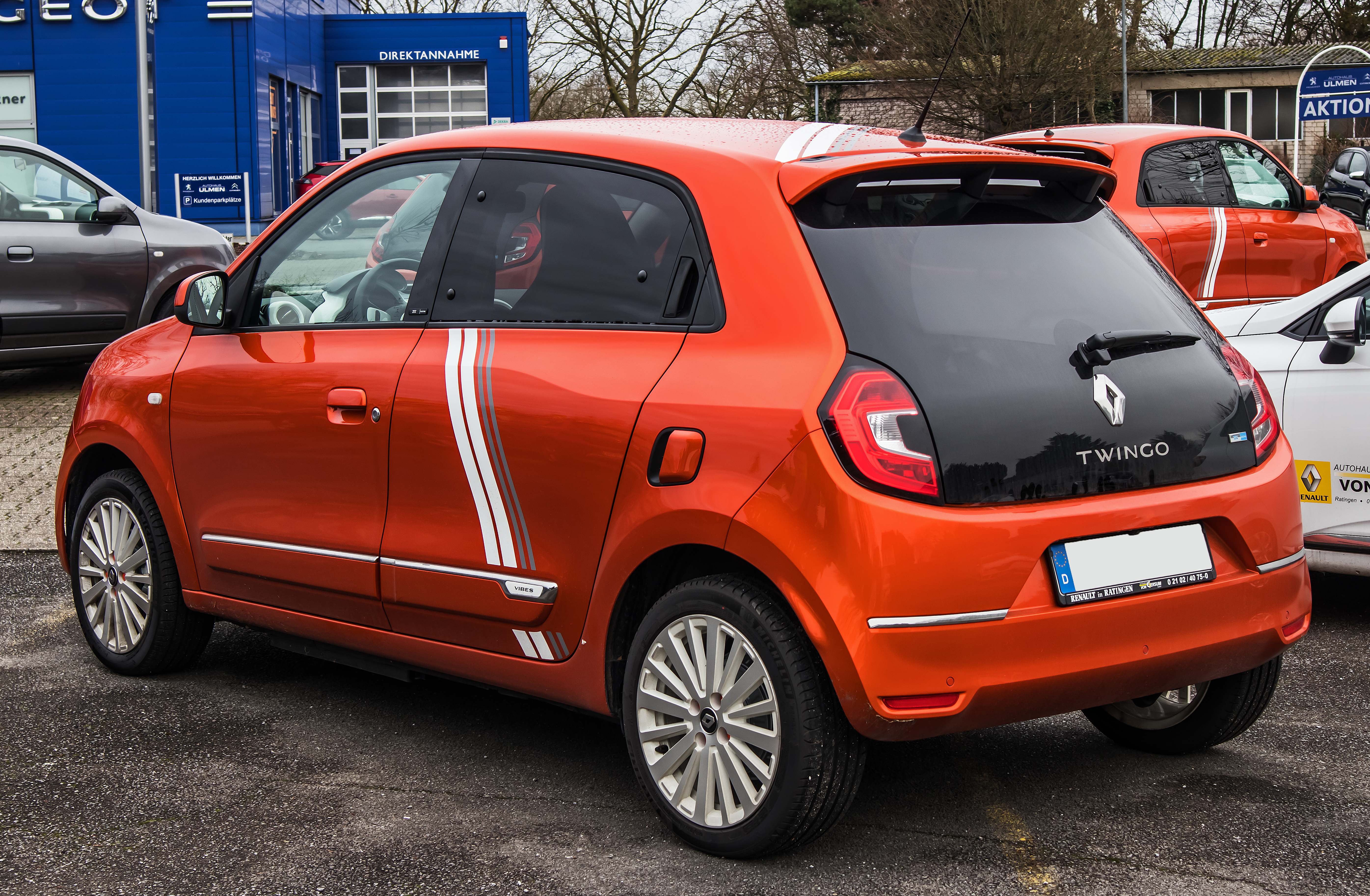
Renault Twingo III ZE Vibes - face arrière.

Un an après la présentation de son restylage, Renault dévoile fin février 2020 la version électrique de sa citadine, la Twingo ZE RE80. Elle devait être présentée au Salon international de l'automobile de Genève 2020 mais celui-ci a été annulé à cause de l'épidémie de Covid-19. Sa commercialisation débute à partir d'octobre 2020.
Celle-ci est construite sur les mêmes bases que sa cousine technique Smart Forfour EQ et produite sur les mêmes chaînes en Slovénie. Elle diffère néanmoins avec sa batterie d'une capacité de 22 kWh contre 17,6 kWh pour la Forfour lui autorisant une autonomie de 180 km. La batterie est dissimulée dans le plancher au niveau des sièges avant et le moteur électrique prend la place du moteur thermique sous le coffre qui conserve son volume de 188 dm3.
Au long de sa carrière, la Twingo ZE (Zéro Emissions) est renommée à plusieurs reprises : Twingo Electric, puis Twingo E-Tech Électrique, et enfin Twingo E-Tech 100% Electric.
|                                            | Twingo ZE RE80                                     |
| ------------------------------------------ | -------------------------------------------------- |
| Puissance moteur                           | 60 kW                                              |
| Puissance maximale                         | 81 ch                                              |
| Couple maximal                             | 160 N m                                            |
| Capacité de la batterie                    | 21,3 kWh                                           |
| Temps de recharge                          |                                                    |
| 2 h 10 min sur une Wallbox 11 kW triphasée |                                                    |
| 8 h sur une Wallbox 16 A monophasée        |                                                    |
| 13 h 30 min sur une prise domestique 16 A  |                                                    |
| Autonomie (cycle WLTP)                     | 250 km (WLTP City) 180 km (WLTP) 110 km (en hiver) |
| Poids                                      | 1 200 kg                                           |
| Vitesse maximale                           | 135 km/h                                           |
| 0 à 50 km/h                                | 4 s                                                |

### Finitions
Finitions en France au lancement de la phase 2 :
- Life (puis Authentic dès mars 2022, indisponible sur la version thermique depuis le même mois[40]) ;
- Zen (puis Equilibre dès mars 2022[40]) ;
- Intens (puis Techno dès mars 2022[40], indisponible sur la version thermique).

#### Séries limitées
- Le Coq Sportif[41].
- Signature[42].
- Vibes (septembre 2020)[43].
- Team Rugby (1 000 exemplaires)[44].
- Limited (octobre 2020)[45].
- Urban Night (octobre 2021)[46].
- Schumacher limited édition.

## Personnalisation

### Couleurs
- Blanc Cristal.
- Bleu Dragée.
- Jaune Mango.
- Gris Lunaire.
- Noir Étoilé.
- Blanc Quartz.
- Rouge Flamme.
- Vert Pistache[47].

### Décors intérieurs et extérieurs
La Renault Twingo III propose des packs de personnalisation à l'intérieur et à l'extérieur.
Le pack de personnalisation intérieure comprend des inserts colorés (Jaune Mango, Rouge ou Noir) au niveau du volant, du bandeau sur la console centrale, du cerclage des aérateurs, autour du levier de vitesse ainsi que de l'animation de la sellerie.
Le pack de personnalisation extérieure comprend des inserts colorés (Blanc, Rouge ou Jaune Mango) au niveau du jonc de calandre, des baguettes chromées sur les protections inférieures de portes, du jonc de pare-chocs arrière et des coques de rétroviseurs.

### Selleries
La Twingo propose différentes selleries :
- la finition Life a une sellerie foncée avec motifs Kario ;
- la finition Zen et la série spéciale Limited proposent une sellerie tissu de couleur noire avec bandeau gris de série, ou une sellerie tissu gris clair en option ;
- la finition Intens propose une sellerie mixte TEP/Tissu qui peut être de couleur Jaune Mango, Rouge ou Noir en option en fonction du pack de personnalisation intérieure.

### Strippings

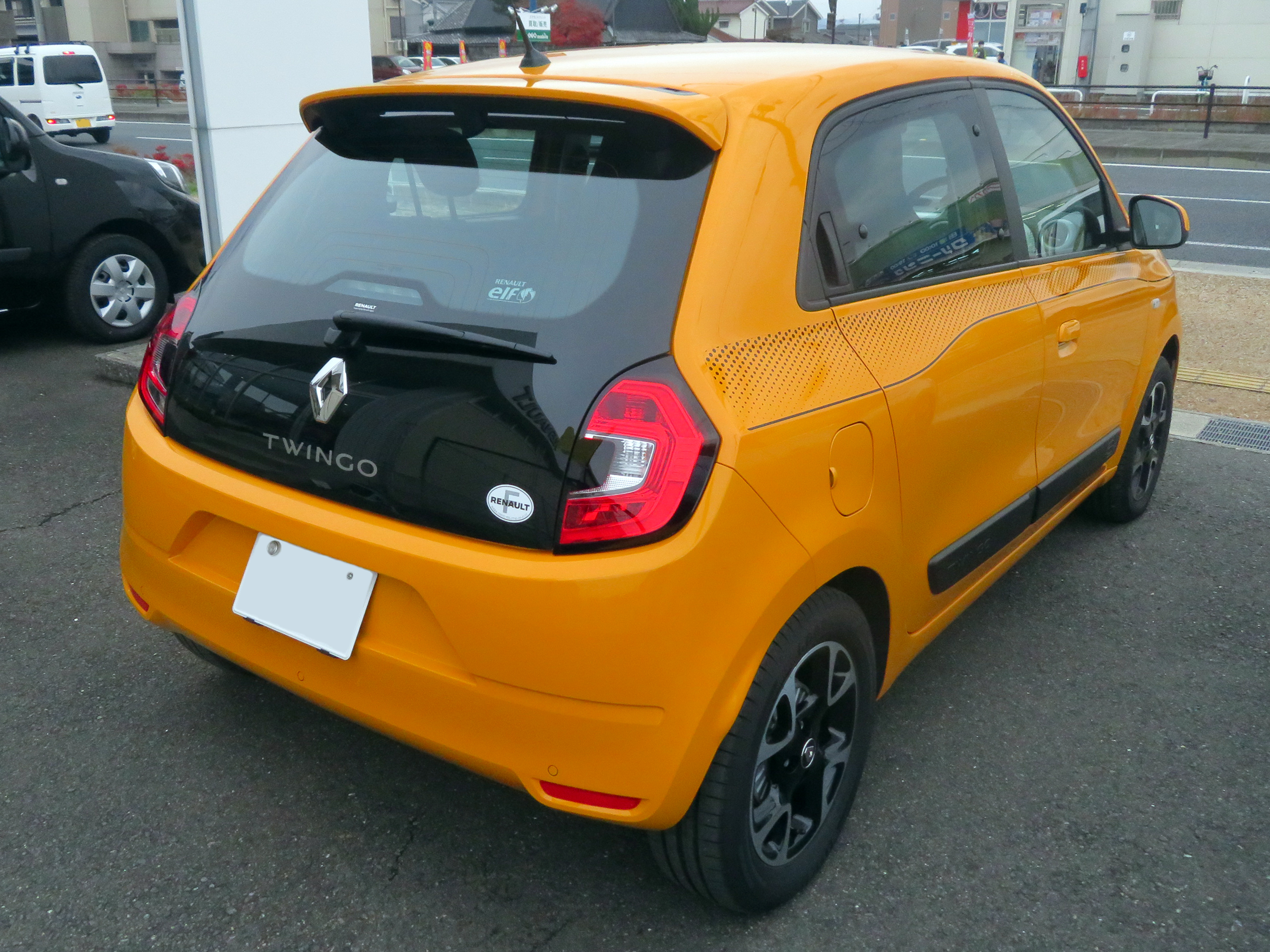
Twingo équipée d'un en Dots.

La Twingo propose des décorations latérales nommées « strippings ». Ces derniers peuvent avoir plusieurs motifs : Cosmic, Dots ou, anciennement, 3 Lignes. Pour la version électrique, ces strippings proposant un motif particulier sont proposés de série pour les finitions Zen et Intens. Pour la version thermique, ces strippings sont proposés de série sur la finition Intens et seul le motif Dots est proposé en option sur la série spéciale Limited.

#### Enjoliveurs et jantes
La Twingo propose plusieurs enjoliveurs et jantes différents :
- les finitions Life et Zen proposent de série des enjoliveurs 15" Makao ;
- la série spéciale Limited propose de série des enjoliveurs 15" Aria bi-ton ;
- la finition Intens propose de série des jantes alliage 15" Altana, en option des jantes alliage 16" Monega ;
- pour ces dernières jantes, la version électrique les propose de série avec un cerclage de cabochon de couleur bleue.

## Tarifs
La Twingo restylée voit son prix augmenter de près de 5 % en un peu moins de cinq ans, soit une hausse de 600 €. Malgré tout, le cap entre la version de base et la suivante est important avec une différence de 2 100 €, la plaçant au niveau d'une Clio 4 de 2012.
En 2019, les tarifs de la gamme s'échelonnent de 11 400 € (version Life SCe 65) à 17 700 € (version SL Le Coq Sportif en TCe 95 EDC).

## International
La Twingo est vendue dans tous les pays d'Europe de l'Ouest, sauf au Royaume-Uni où sa commercialisation a cessé en 2019, faute de ventes (1000 unités vendus l'année précédent son retrait du marché britannique). La Twingo III phase 2 n'y aura donc pas été commercialisée.

## Concept cars

### RenaultTwin'Z
La Renault Twin'Z concept est réalisée par la designer Renault Raphaël Linari et le styliste Ross Lovegrove pour la Triennale de Milan du 9 au 14 avril 2013. Elle mesure 3,62 m de long, 1,70 m de large et s’inspire des Twingo I et Renault 5. Ross Lovegrove a dessiné la carrosserie de la Twin'Z sur la base d’un dessin fourni par Renault préfigurant la Twingo III. Le design intérieur, les portes antagonistes sans pilier central, la couleur bleue (hommage au peintre Yves Klein)[réf. nécessaire] ou la multitude de LED ne font partie que de l'imaginaire de l'équipe de Ross Lovegrove pour le concept, que l'on ne retrouvera pas sur la Twingo III de série. Elle est motorisée par un moteur électrique d’une puissance de 50 kW (68 ch) offrant une autonomie de 160 km.

Renault en
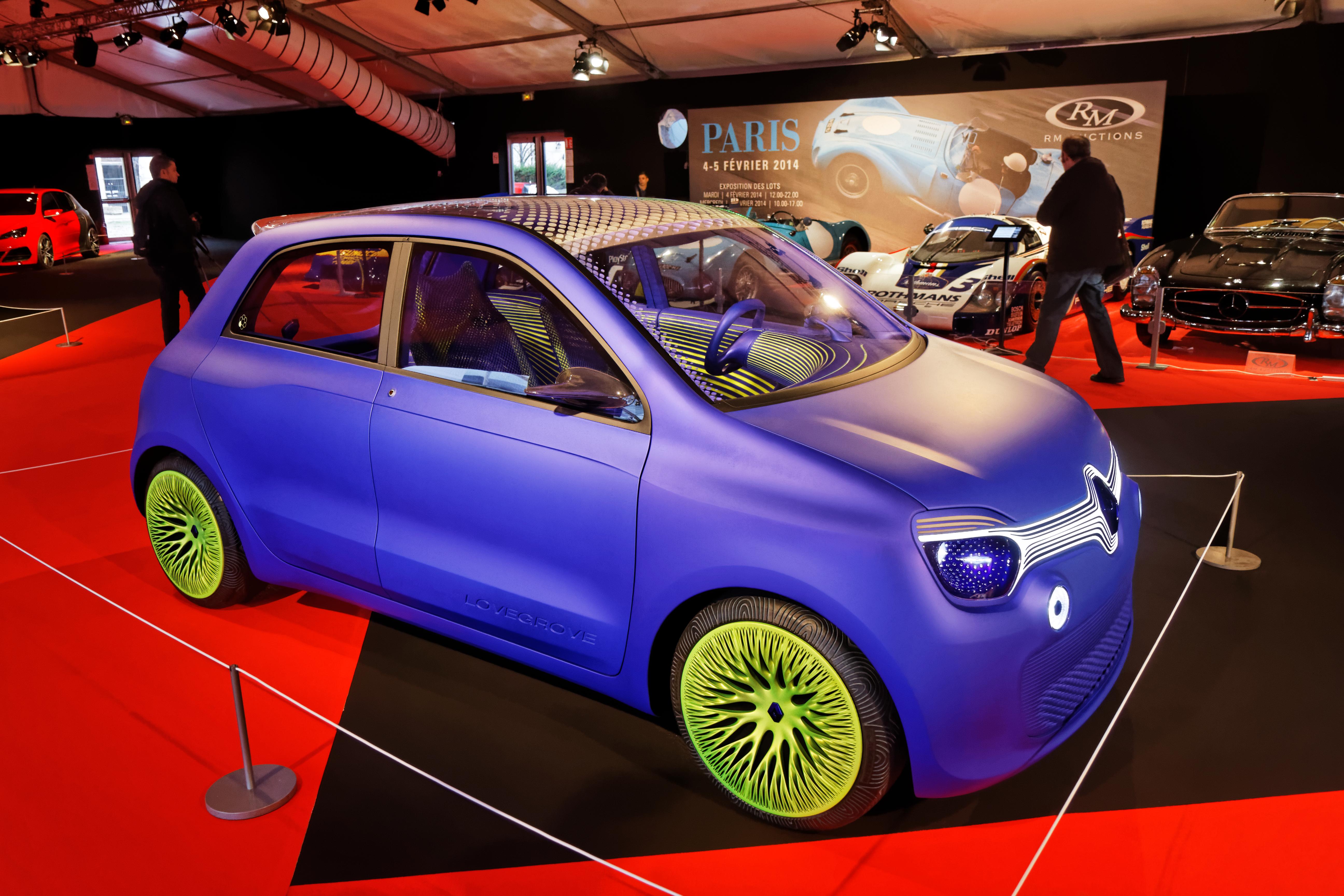
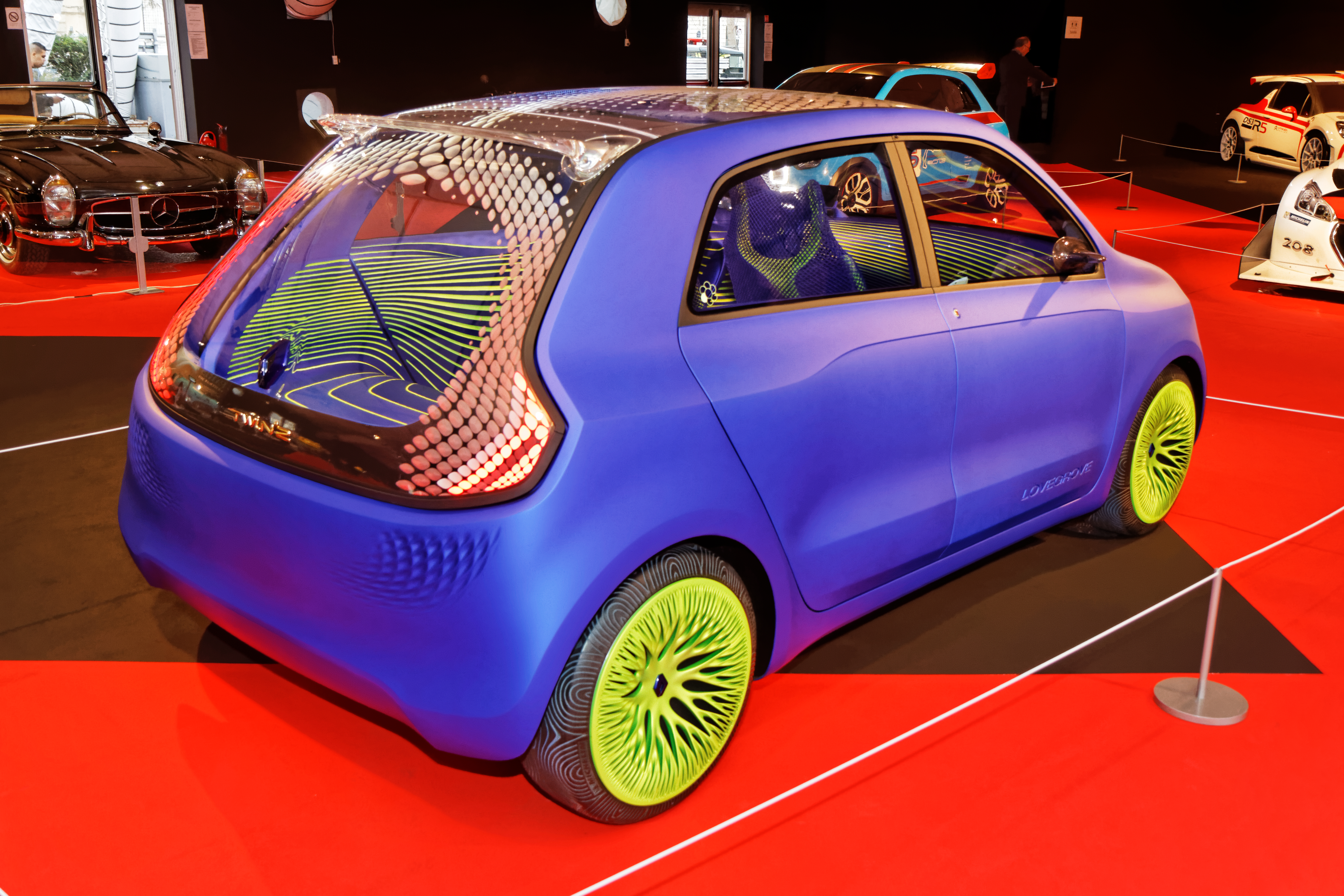

- Renault Twin'Z

### RenaultTwin'Run
Présentée dans le cadre du Grand Prix de F1 de Monaco le 24 mai 2013[réf. nécessaire], la Renault Twin'Run est un concept roulant dessiné par Csaba Wittinger, dont le style évoque la R5 Turbo (et par conséquent, la Clio V6) et préfigure la Twingo III. Elle est motorisée par un V6 3,5 L Nissan implanté en position centrale arrière, développant 320 ch à 6 800 tr/min. Elle reçoit des stickers affichant le numéro « 5 » sur ses flancs et des projecteurs additionnels façon rallye. Elle a été de nouveau présentée au Festival de vitesse de Goodwood (Royaume-Uni) le 11 juillet 2013.

Renault en
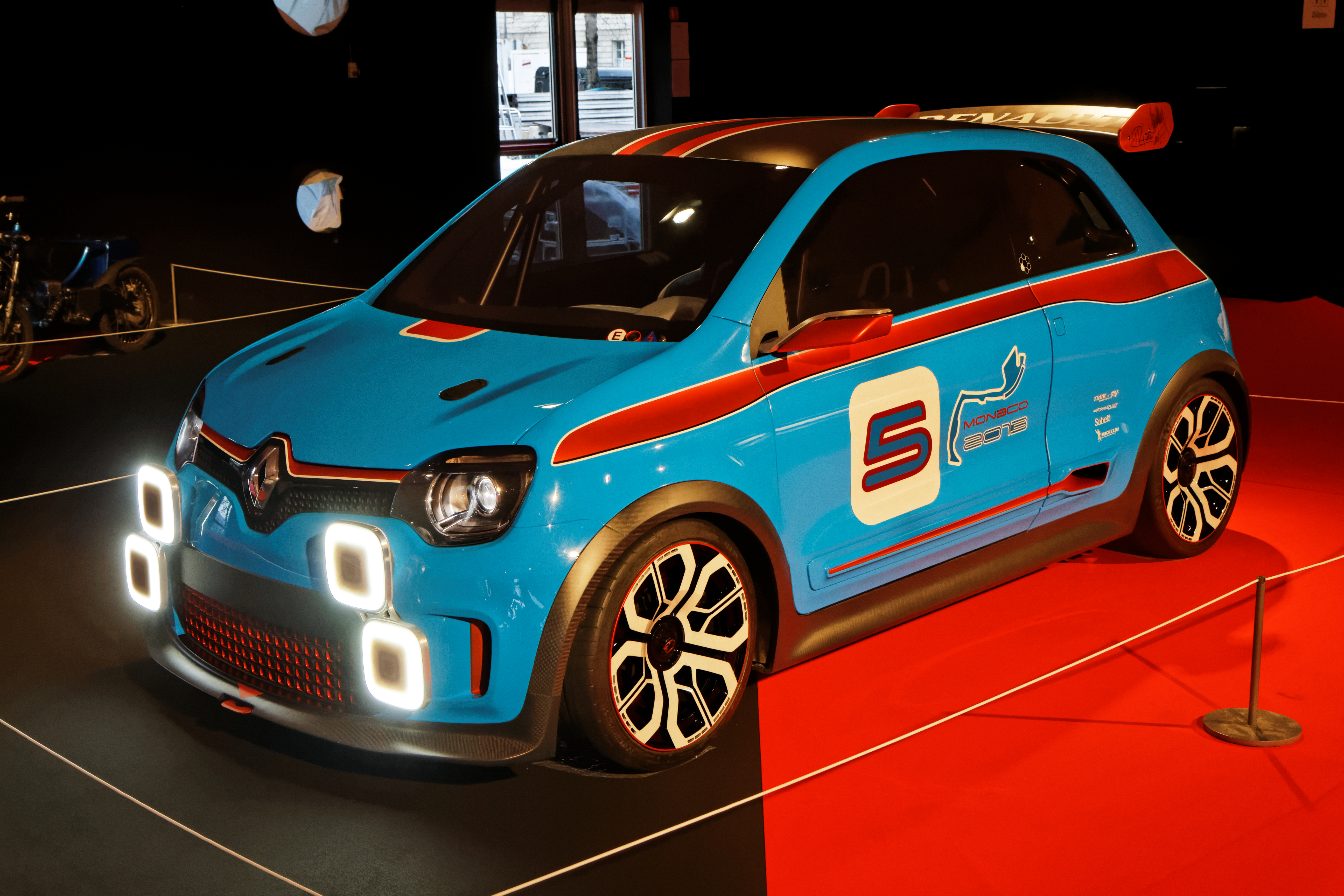
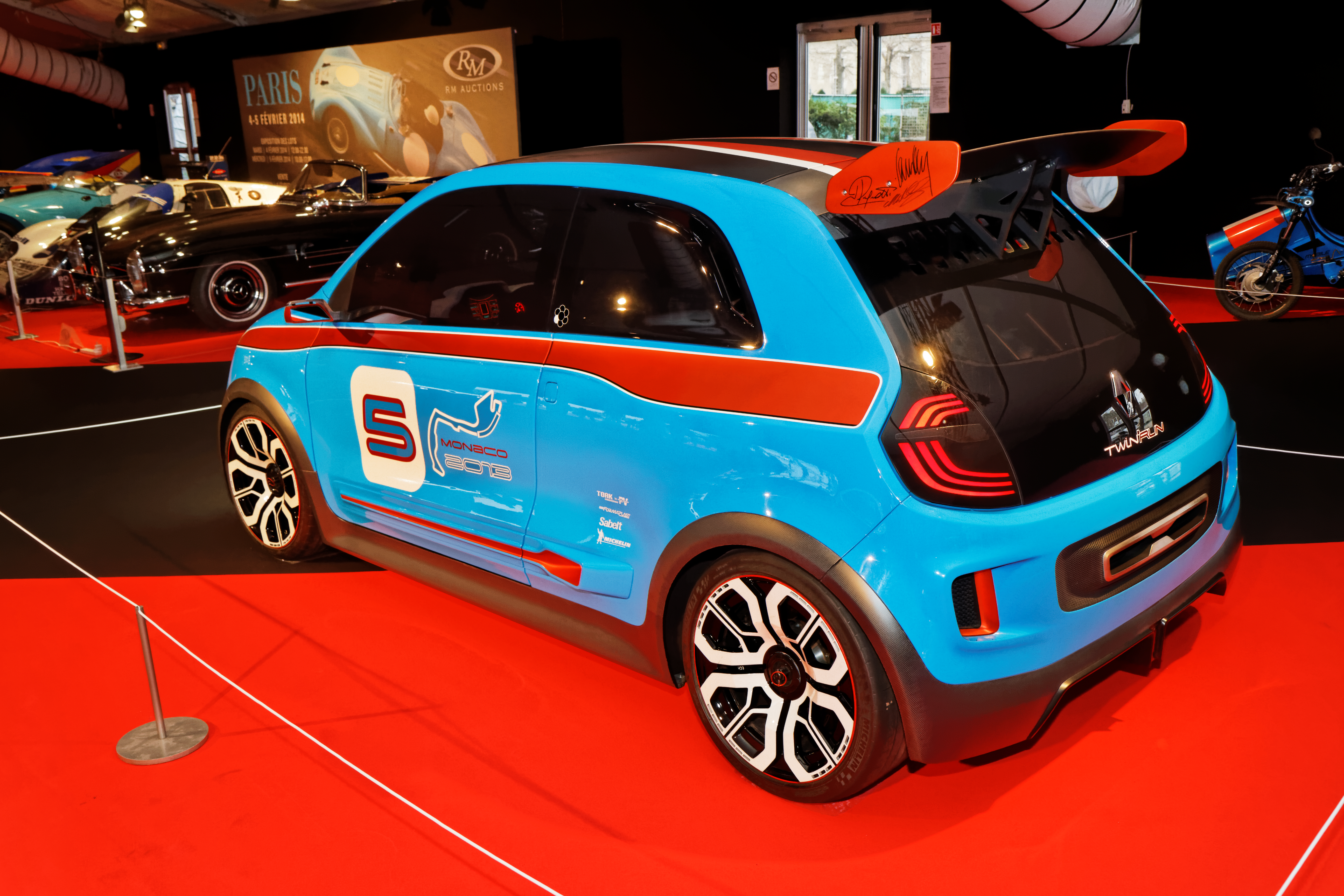

- Renault Twin'Run

## Rallye
La Twingo est utilisée en rallye depuis 2016.